# Pineville (Virgínia Ocidental)
Pineville é uma cidade  localizada no estado norte-americano de Virgínia Ocidental, no Condado de Wyoming.

## Demografia
Segundo o censo norte-americano de 2000, a sua população era de 715 habitantes.
Em 2006, foi estimada uma população de 670, um decréscimo de 45 (-6.3%).

## Geografia
De acordo com o United States Census Bureau tem uma área de
2,0 km², dos quais 2,0 km² cobertos por terra e 0,0 km² cobertos por água. Pineville localiza-se a aproximadamente 373 m acima do nível do mar.

## Localidades na vizinhança
O diagrama seguinte representa as localidades num raio de 20 km ao redor de Pineville.